# Alpha-Comic Verlag
Der Alpha Comic Verlag war ein zum Verlagshaus Sonneberg gehörender Verlag aus Nürnberg der von 1984 bis 2000 bestand und Comics für Erwachsene herausbrachte. In ihm erschienen unter anderem U-Comix, Schwermetall und Comicbände bekannter Künstler wie Ralf König, Édika, Franquin und Margerin. Aufgrund mehrerer durch die Staatsanwaltschaft Meiningen angestrengter Verfahren, unter anderem gegen Das Kondom des Grauens von Ralf König, kam es zu einer breiten Solidarisierungbewegung in Comicszene und Musikerkreisen, die jedoch, obwohl es zu keiner Verurteilung kam, aufgrund der Prozesskosten und dem durch Beschlagnahme und Prozessdauer entstandenen wirtschaftlichen Schaden den Konkurs nicht verhindern konnte.

## Geschichte des Verlages
Mit der Gründung des Verlages 1984 wurde die Konkursmasse des Volksverlages übernommen. Die Heftreihe U-Comix wurde bis 1997, Schwermetall bis 1999 weitergeführt, verschiedene ältere Hefte wurden in Sammelbänden ausverkauft. Ab 1986 startete man erfolgreiche Albenreihen für erwachsene Leser. Die umfangreichsten Reihen waren U-Comix präsentiert (89 Alben), Schwermetall präsentiert (84 Alben), U-Comix Klassiker (11 Alben) und Alpha-Comic präsentiert (10 Alben). In diesen wurden meist Einzelalben verschiedenster Comicautoren wie Franquin, Moebius, Édika, Paul Gillon oder Paolo Eleuteri Serpieri (Druuna) zusammengefasst. Große Erfolge waren auch Rocky Luke und Baston, Parodien auf Lucky Luke und Gaston. Verlagsleiter Achim Schnurrer bezeichnete die zweite Hälfte der 1980er Jahre als „...die für U-COMICS erfolgreichsten Jahre“ und gründete parallel zu Alpha Die Edition Kunst der Comics, einen eigenständigen Verlag für anspruchsvolle oder erotische Comicliteratur von Künstlern wie Guido Sieber oder Lorenzo Mattotti. Im Jahr 1993 zogen beide Verlage nach Sonneberg in Thüringen um, was Schnurrer (wegen des in diesem neuen Bundesland verschärften Pressegesetzes) im Nachhinein als Fehler ansah.

### Strafverfahren
Am 25. Juli 1995 durchsuchten mehrere Dutzend Polizisten im Auftrag der Staatsanwaltschaft Meiningen den Alpha Comic Verlag „wegen des Verdachts auf Verbreitung gewaltverherrlichender, pornographischer und den Nationalsozialismus verherrlichender Schriften“ und beschlagnahmten über 150 unterschiedliche Comics, obwohl keiner der Comics durch die Bundesprüfstelle für jugendgefährdende Schriften indiziert worden war. In einer Folgeaktion durchsuchte die Polizei 1200 Buchhandlungen in ganz Deutschland. Bei dieser Aktion wurden neben den durch die Staatsanwaltschaft beanstandeten Comics des Alpha Verlags auch andere Werke wie z. B. Walter Moers’ Kleines Arschloch oder der mit dem Pulitzer-Preis ausgezeichnete Comic Maus von Art Spiegelman beschlagnahmt, obwohl laut Durchsuchungsbeschluss nur geprüft werden sollte, ob indizierte Werke so aufgestellt seien, dass sie Kindern und Jugendlichen zugänglich wären.
Bei Prozesseröffnung beim Landgericht Meiningen 1998 waren die von der Staatsanwaltschaft beanstandeten Werke von 150 auf 10 zusammengeschrumpft, der ursprüngliche Stein des Anstoßes, Das Kondom des Grauens, war nicht mehr darunter. Noch während des Verfahrens beantragte die Staatsanwaltschaft die Einstellung für drei weitere Werke. Zum Schluss blieb eine einzige Seite des Comics Alkovengeheimnisse von Ferocius als tatbestandsrelevant übrig. Das Buch wurde eingezogen, die drei Hauptverantwortlichen des Verlags wegen gemeinschaftlich begangener Verbreitung pornographischer Schriften zu je 2500 DM Strafe verurteilt. Aufgrund angeblicher Verfahrensfehler ging die Staatsanwaltschaft in Revision vor den Bundesgerichtshof. Dieser verwies das Verfahren 1999 zurück an die Meininger Kammer. 2001 wurde das Verfahren gegen ein Bußgeld von 15.000 DM eingestellt, was die Verleger akzeptierten, da sie die „dritte Prozessrunde bereits an die Grenzen“ ihrer „psychischen und physischen Kraft geführt“ habe.